# José Sulaca
José Sulaca (em siríaco:  ܝܘܣܦ ܣܘܠܩܐ‎) (? - Roma, 1569) foi um dos últimos bispos de uma longa linha de bispos nestorianos enviados da Igreja do Oriente (Patriarcado Católico Caldeu da Babilônia) aos cristãos de São Tomé da atual Kerala. Ele foi logo seguido por Mar Abraão; ambos chegaram ao Malabar após a chegada dos portugueses. O patriarca Abdisho IV Maron (1555–1570), o sucessor de Shimun VIII Yohannan Sulaqa, enviou o irmão de Shimun VIII, Mar José, a Malabar como bispo caldeu; embora consagrado em 1555 ou 1556, Mar José não conseguiu chegar à Índia antes do final de 1556, nem ao Malabar antes de 1558, quando os portugueses foram finalmente alertados pela presença de Mar Abraão e permitiram a Mar José, acompanhado por outro bispo caldeu, Mar Elias, para - muito brevemente - ocupar a sua sé, antes que a Inquisição também o enviasse para Lisboa em 1562.

## Biografia
Os dois últimos bispos siríacos de Malabar foram Mar José Sulaca e Mar Abraão; ambos chegaram a Malabar após a chegada dos portugueses.
Não há dúvida de que a nomeação de José Sulaca foi canônica, pois ele, o irmão do primeiro patriarca caldeu Shimun VIII Yohannan Sulaqa, foi nomeado por seu sucessor Abdisho IV Maron e enviado para a costa de Malabar. Antes disso, ele foi o bispo de Nínive (José foi consagrado Metropolita por seu próprio irmão, o Patriarca Yohannan Sulaqa em 1554). Mar José foi enviado à Índia com cartas de apresentação do papa às autoridades portuguesas; além disso, foi acompanhado pelo bispo Ambrósio, um comissário dominicano e papal do primeiro patriarca, por seu socius, padre Antonio, e por Mar Elias Hormaz, arcebispo de Diarbaquir. Eles chegaram a Goa por volta de 1563 e foram detidos em Goa por dezoito meses antes de serem autorizados a entrar na diocese. Prosseguindo para Cochim, perderam o bispo Ambrósio; os outros viajaram por Malabar por dois anos e meio a pé, visitando todas as igrejas e as praças afastadas.
Então, Mar Elias, Antônio, o sócio do falecido prelado, e um dos dois monges sírios que os acompanhavam, deixaram a Índia para retornar; o outro monge permaneceu com o arcebispo José. Por algum tempo o novo prelado se deu bem com os missionários portugueses e jesuítas; aliás, eles o elogiavam por ter introduzido ordem e decoro nos serviços da Igreja e tudo corria harmoniosamente por algum tempo. Mais tarde, surgiram atritos por ele impedir os sírios ordenados localmente de celebrar a missa, pregar e instruir seu rebanho. Eventualmente, um incidente revelou que Mar José não havia abandonado sua lealdade à Igreja do Oriente, pois foi relatado ao Bispo de Cochim, Dom Frei Jorge Temudo, que ele havia tentado mexer com a fé de alguns jovens em seu serviço pertencente à Diocese de Cochim. Isso veio ao conhecimento do bispo, por meio dele ao arcebispo de Goa, Dom Gaspar Jorge de Leão Pereira, depois ao vice-rei, Dom Antão de Noronha; decidiu-se removê-lo e enviá-lo para Portugal, para ser recebido na Santa Sé.
Em 1567, as autoridades portuguesas pediram que fosse investigadas a conduta e a doutrina do prelado suspeito de propagar o "erro nestoriano"; em conseqüência disso, o primeiro Concílio Provincial foi realizado e José Sulaca foi enviado para Portugal em 1568, daí para Roma, onde morreu pouco depois de sua chegada.
O cardeal Eugène Tisserant em seu livro Eastern Christianity in India, de 1957, comenta o triste fim de Mar José Sulaca. 
No entanto, a medida do sofrimento foi plena, e Mar José recebeu, perto do túmulo dos Apóstolos, a coroa que havia merecido, através de seu longo e lento martírio, que talvez tenha sido mais doloroso do que o de seu heróico irmão (Shimun VIII Yohannan Sulaqa)